# Harbin University of Commerce Stadium
Harbin University of Commerce Stadium – wielofunkcyjny stadion w Harbinie, w Chinach. Obiekt może pomieścić 15 000 widzów. Stadion należy do Harbin University of Commerce. W dniach 14–24 czerwca 2018 roku na obiekcie rozegrano wszystkie spotkania trzeciej edycji Akademickich Mistrzostw Świata w futbolu amerykańskim.